# Blindgänger vom Dienst
Blindgänger vom Dienst (Originaltitel: Majorens oppasser) ist ein dänischer Spielfilm von Sven Methling aus dem Jahr 1963. Das Drehbuch wurde von Dirch Passer und Henrik Sandberg verfasst. Die Hauptrollen sind mit Dirch Passer, Judy Gringer und Ove Sprogøe besetzt. In Dänemark kam der Film am 14. Februar 1964 in die Kinos, in der Bundesrepublik Deutschland am 14. Oktober 1966.

## Handlung
Wie es die Politik so mit sich bringt, hat der neuernannte dänische Verteidigungsminister vom Militär keine Ahnung. Deshalb folgt er aus Informationsgründen dem auch ihm zugegangenen Stellungsbefehl und wird durch seine Tapsigkeit bald zum Schrecken der Ausbilder. Schließlich wird er Bursche beim Major, weil jeder den Tollpatsch zum anderen schiebt. Nur als leidenschaftlicher Raketenbastler hat er Erfolg und zeigt auch Mut. Am Ende erringt er daher auch die Tochter des Majors zur Frau.

## Kritik
Der Evangelische Filmbeobachter urteilt: „Die an sich harmlosen Blödeleien werden derart dumm serviert, daß sich bald gähnende Langeweile ausbreitet. Nahezu ungenießbar!“ Eine nicht viel bessere Meinung vertritt das Lexikon des Internationalen Films: „Dänische Militärgroteske: Klamauk nach bekanntem Muster.“